# Pompka (ćwiczenie fizyczne)

Animacja przedstawiająca wykonywanie pompek

Pompka (właśc.: uginanie i prostowanie ramion w podporze przodem) – popularna nazwa ćwiczenia fizycznego wykonywanego w pozycji poziomej, twarzą do ziemi, polegającego na podnoszeniu i obniżaniu tułowia.

## Prawidłowe wykonywanie
Wykonywanie pompek rozwija mięśnie:
- piersiowe;
- trójgłowy ramienia, pot. triceps;
- naramienny,
- zębaty przedni,
- kruczo-ramienny.

Aby nie doznać kontuzji, należy rozgrzać przynajmniej mięśnie rąk i brzucha.
Należy przestrzegać kilku podstawowych zasad, żeby prawidłowo wykonywać klasyczne pompki:
- ciało powinno być wyprostowane (bardzo częsty błąd);
- stopy powinny być ułożone blisko siebie (należy opierać się na palcach);
- ręce powinny być ułożone nieco szerzej niż klatka piersiowa;
- dłonie lekko odchylone na zewnątrz;
- należy opuszczać tułów do momentu, aż w stawie łokciowym utworzy się kąt prosty (przy czym plecy mają być cały czas proste)[1].

## Warianty rozstawu rąk w osi poziomej

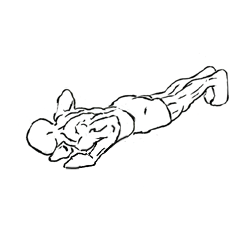

Rozstaw rąk w trakcie wykonywania pompek może być bardzo różny. Rozważane są 3 przypadki:
- wąski rozstaw (dłonie są bardzo blisko siebie lub wręcz stykają się ze sobą) – wzrasta silnie zaangażowanie mięśni trójgłowych ramienia, a w szczególności jego głowy bocznej. Silniej zaangażowana jest również wewnętrzna część mięśni piersiowych znajdująca się w okolicy mostka;
- szeroki rozstaw – zaangażowana będzie zewnętrzna część mięśni piersiowych (można w ten sposób pracować nad szerokością klatki piersiowej) Im szerszy rozstaw – tym większe zaangażowanie wspomnianych mięśni;
- normalny rozstaw – czyli pozycja klasyczna, tzn. gdy rozstaw rąk jest na szerokość barków lub nieco szerzej – angażujemy najsilniej część środkową mięśni piersiowych.

### Położenie przedramion
Stosować można dwa odmienne położenia przedramion.
1. Przedramiona ułożone są równolegle do tułowia. Ten wariant silniej angażuje do pracy mięśnie trójgłowe ramienia. Jeśli przedramiona i łokcie są bardzo blisko siebie i równoległe do tułowia, najsilniej pracuje głowa boczna mięśnia trójgłowego, natomiast gdy przedramiona są nadal równoległe do tułowia, lecz ustawione nieco szerzej, najsilniej zaangażowana jest głowa długa mięśnia trójgłowego ramienia.
2. Przedramiona są ułożone w taki sposób, że łokcie są najbardziej oddaloną od tułowia częścią rąk (w trakcie ruchu opuszczania rozchodzą się jeszcze bardziej na zewnątrz), a przedramiona są ułożone pod dość dużym kątem w stosunku do tułowia. W takim układzie przedramion spada zaangażowanie mięśni trójgłowych ramienia, natomiast wzrasta zaangażowanie mięśni piersiowych. W zależności od położenia łokci oraz rozstawu ramion trenujemy głównie mięśnie piersiowe (szerszy rozstaw rąk, łokcie na zewnątrz) lub mięśnie trójgłowe ramienia (bardzo wąski lub wąski rozstaw rąk, przedramiona równoległe do tułowia).

## Rekordy
Światowy rekord w liczbie pompek wykonanych bez przerwy należy od 1980 roku do Japończyka Minoru Yoshidy, który wykonał ich 10 507. Księga rekordów Guinnessa wymienia Chorwata Krunoslava Budiselicia jako osobę, która wykonała 140 pompek w ciągu jednej minuty. Natomiast rekord liczby wykonanych w ciągu jednego roku (na przełomie 1988–1989) wynosi 1 500 230 i należy do Brytyjczyka Paddy’ego Doyle’a.
Bruce Lee mógł wykonać 50 pompek, opierając się tylko na palcach stóp oraz kciuku i palcu wskazującym jednej ręki.